# Биссер
Биссе́р (фр. Bissert) — коммуна на северо-востоке Франции в регионе Гранд-Эст (бывший Эльзас — Шампань — Арденны — Лотарингия), департамент Нижний Рейн, округ Саверн, кантон Ингвиллер. До марта 2015 года коммуна административно входила в состав упразднённого кантона Сар-Юньон (округ Саверн).
Площадь коммуны — 3,37 км², население — 146 человек (2006) с тенденцией к стабилизации: 158 человек (2013), плотность населения — 46,9 чел/км².

## Население
Население коммуны в 2011 году составляло 154 человека, в 2012 году — 159 человек, а в 2013-м — 158 человек.
| 1962 | 1968 | 1975 | 1982 | 1990 | 1999 | 2006 | 2008 | 2011 | 2012 | 2013 |
| ---- | ---- | ---- | ---- | ---- | ---- | ---- | ---- | ---- | ---- | ---- |
| 187  | 190  | 174  | 135  | 133  | 157  | 146  | 144  | 154  | 159  | 158  |

Динамика населения:

## Экономика
В 2010 году из 96 человек трудоспособного возраста (от 15 до 64 лет) 73 были экономически активными, 23 — неактивными (показатель активности 76,0 %, в 1999 году — 66,7 %). Из 73 активных трудоспособных жителей работали 69 человек (39 мужчин и 30 женщин), четверо числились безработными (двое мужчин и две женщины). Среди 23 трудоспособных неактивных граждан 10 были учениками либо студентами, 8 — пенсионерами, а ещё 5 — были неактивны в силу других причин.